# Rautaseiland
Rautaseiland (Ravttassuolu) is een Zweeds eiland, dat ligt binnen de gemeente Kiruna. Het eiland ligt in de Rautasrivier ingeklemd tussen de West Suorri en Oost Suorri. Op het eiland ligt het dorp van en station behorend bij  Rautas. De Ertsspoorlijn en de Europese weg 10 doorkruisen het eiland.